# Myeonbok

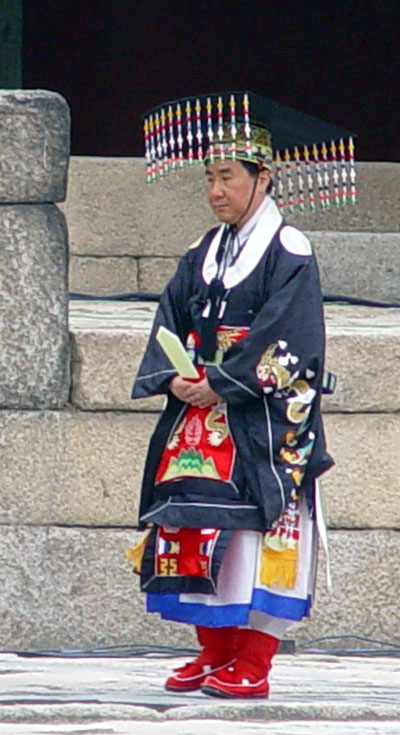
Hombre vestido con un myeonbok.

El myeonbok es un tipo de vestimenta tradicional coreana (el hanbok) que utilizaron los reyes de la dinastía Joseon (1392-1910) en Corea. El myeonbok es utilizado por los reyes en eventos especiales tales como la coronación, audiencia matinal, ritos ancestrales en Jongmyo y la audiencia del año nuevo lunar. El myeonbok abarca al gujangbok y al sibijangbok. El gujangbok es utilizado por el rey y el sibijangbok es utilizado por el emperador. El myeonbok simboliza la dignidad del rey al conducir ceremonias importantes.